# PON
PON (аббр. от англ. Passive optical network, пассивная оптическая сеть) — технология пассивных оптических сетей.
Распределительная сеть доступа PON основана на древовидной волоконно-кабельной архитектуре с пассивными оптическими разветвителями (т.н. сплиттерами) на узлах, представляет экономичный способ обеспечить широкополосную передачу информации. При этом архитектура PON обладает необходимой эффективностью наращивания узлов сети и пропускной способности в зависимости от настоящих и будущих потребностей абонентов.

## История
Первые шаги в технологии PON были предприняты в 1995 году, когда группа из 7 компаний (British Telecom, France Telecom, Deutsche Telecom, NTT, KPN, Telefonica и Telecom Italia) создала консорциум для реализации идеи множественного доступа по одному волокну. Эта организация, поддерживаемая ITU-T, получила название FSAN (англ. full service access network). Много новых членов, как операторов, так и производителей оборудования, вошло в неё в конце 1990-х годов. Целью FSAN была разработка общих рекомендаций и требований к оборудованию PON для того, чтобы производители оборудования и операторы могли сосуществовать вместе на конкурентном рынке систем доступа PON. На ноябрь 2011 года в FSAN состояло 26 операторов и 50 производителей. FSAN работает в тесном сотрудничестве с такими организациями по стандартизации, как ITU-T, ETSI и ATM Forum.

## Стандарты
- ITU-T G.983
  - APON (ATM Passive Optical Network).
  - BPON (Broadband PON)
- ITU-T G.984
  - GPON (Gigabit PON)[2]
- IEEE 802.3ah
  - EPON или GEPON (Ethernet PON)
- IEEE 802.3av
  - 10GEPON (10 Gigabit Ethernet PON)

### Развитие стандартов PON
Стандарты NGPON 2 представляют собой спецификации дальнейшего развития технологий GPON и EPON. Сегодня на роль стандарта NGPON 2 претендуют как минимум три технологии:
- «Чистая» (pure)WDM PON
- Гибридная (TDM/WDM) TWDM PON
- UDWDM (Ultra Dense WDM) PON

## Принцип действия PON

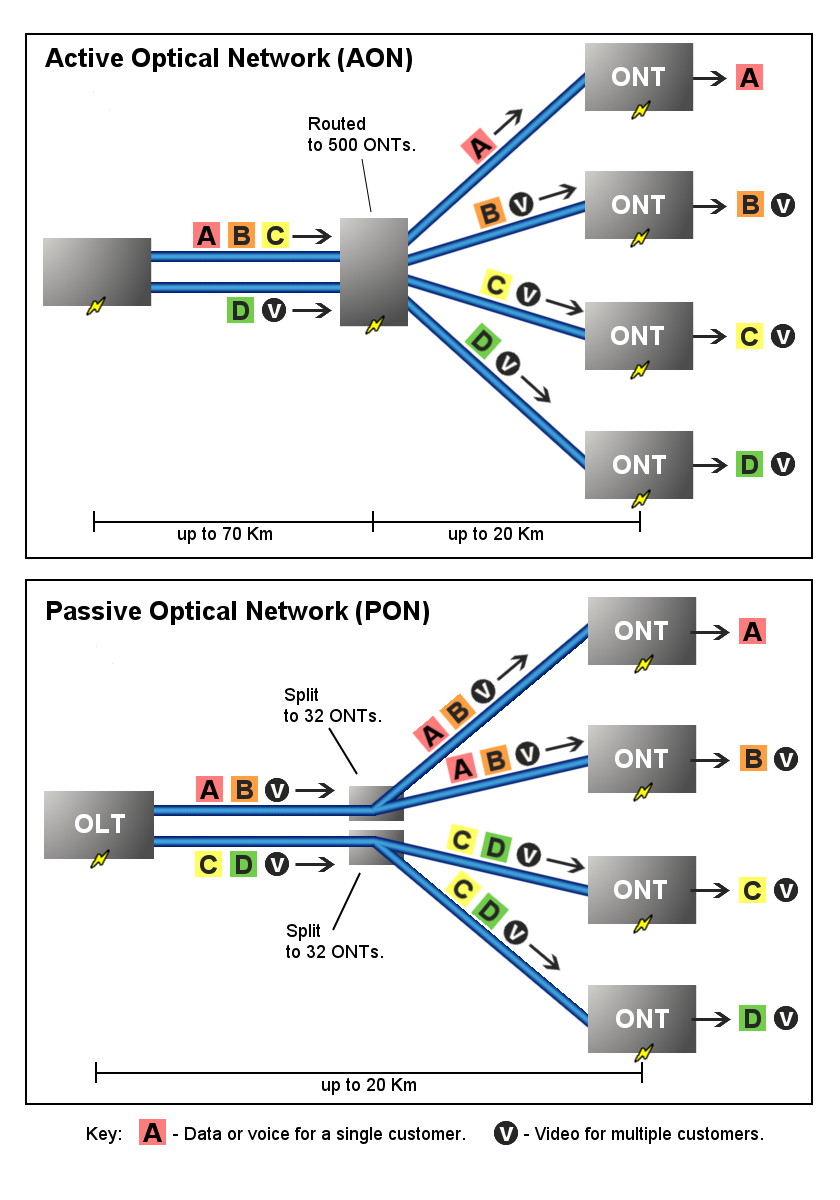
Нисходящий трафик в активной (сверху) и пассивной оптической сети

Основная идея архитектуры PON — использование всего одного приёмопередающего модуля в OLT (англ. optical line terminal) для передачи информации множеству абонентских устройств ONT (optical network terminal в терминологии ITU-T), также называемых ONU (optical network unit) в терминологии IEEE и приёма информации от них.
Число абонентских узлов, подключенных к одному приёмопередающему модулю OLT, может быть настолько большим, насколько позволяет бюджет мощности и максимальная скорость приёмопередающей аппаратуры. Для передачи потока информации от OLT к ONT — прямого (нисходящего) потока, как правило, используется инфракрасное излучение с длиной волны 1490 нм. Наоборот, потоки данных от разных абонентских узлов в центральный узел, совместно образующие обратный (восходящий) поток, передаются на длине волны 1310 нм. Для передачи сигнала телевидения используется длина волны 1550 нм. В OLT и ONT встроены мультиплексоры WDM, разделяющие исходящие и входящие потоки.

### Обратный поток
Все абонентские узлы ONT ведут передачу в обратном потоке на одной и той же длине волны, используя концепцию множественного доступа с временным разделением TDMA (time division multiple access). Чтобы исключить возможность пересечения сигналов от разных ONT, для каждого из них устанавливается своё индивидуальное расписание по передаче данных с учётом поправки на задержку, связанную с удалением данного ONT от OLT. Эту задачу решает протокол TDMA.

## Топологии сетей доступа
Существуют четыре основные топологии построения оптических сетей доступа:
- «кольцо»;
- «точка-точка»;
- «дерево с активными узлами»;
- «дерево с пассивными узлами» - самая распространенная топология построения.

## Преимущества и недостатки

### Преимущества технологии PON
- Надёжность и экономичность из-за отсутствия промежуточных активных узлов;
- долговечность и стойкость к внешним излучениям;
- экономия оптических приёмопередатчиков в центральном узле;
- экономия оптоволокна: одно волокно на 64 абонента (в новых станциях — до 128);
- удобство проектирования в индивидуальном жилищном строительстве.

Соединение «точка-многоточка» (англ. point-to-multipoint, P2MP) позволяет оптимизировать размещение оптических разветвителей, исходя из реального расположения абонентов, затрат на прокладку оптоволоконного кабеля и эксплуатацию кабельной сети.

### Недостатки сетевой технологии PON
- Сложность технологии;
- высокие требования к качеству материалов и монтажа волоконно-оптических линий связи, высокотехнологичность и дороговизна ремонта, разобщенность стандартов оборудования и технологии;
- использование оптических делителей, увеличивающих затухание, из-за которого физически невозможно построение сети «точка-многоточка» радиусом более 10 км от оптического линейного терминала (OLT).